# Sussex pond púding

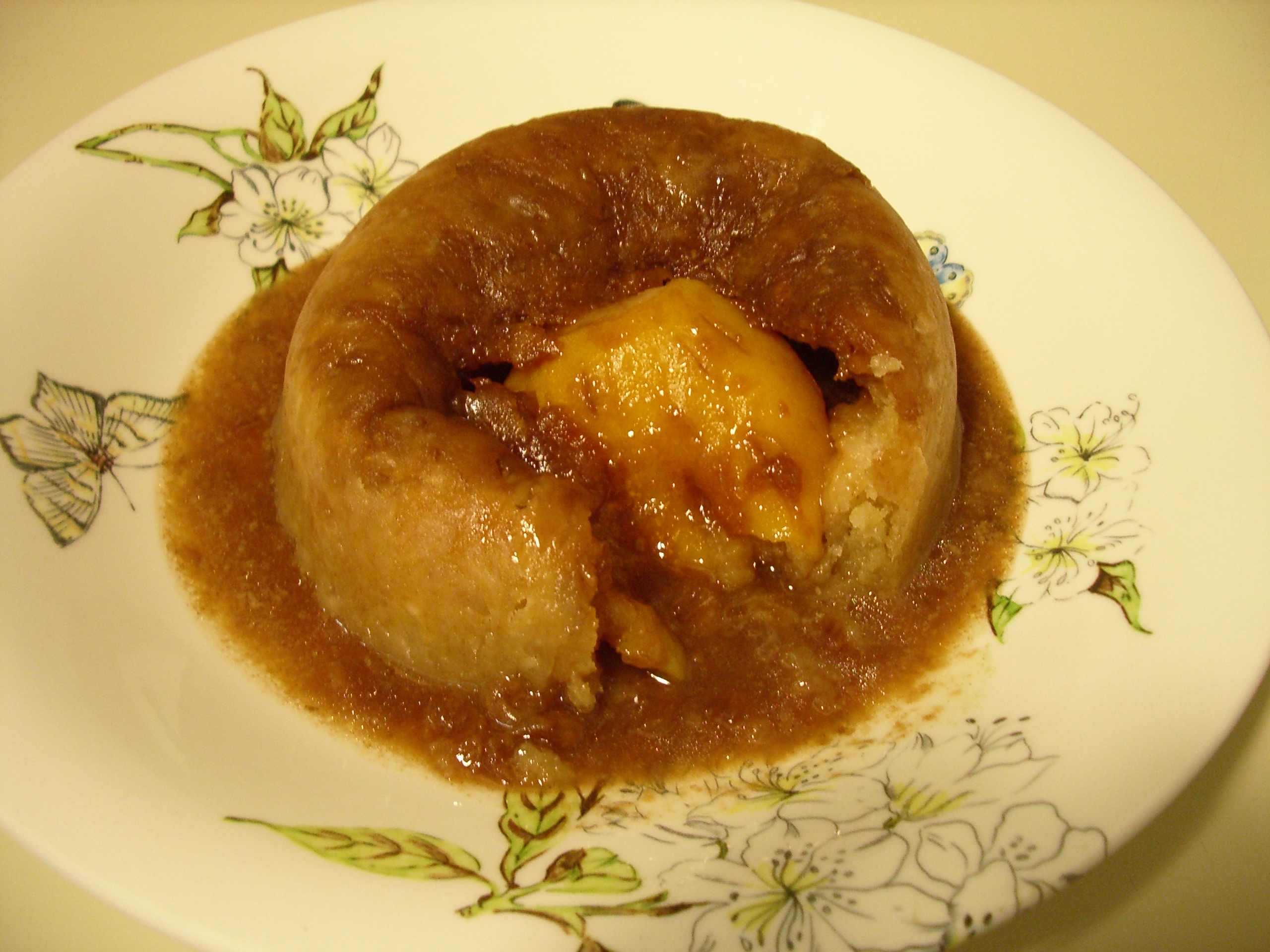
Sussex pond púding

El Sussex pond púding és un púding tradicional del sud-est del Regne Unit, del comtat de Sussex, que es prepara amb una pasta feta amb sèu, que recobreix una llimona sencera, coberta amb mantega i sucre. Té una cocció molt lenta, o bé bullit o al vapor, que dura unes quantes hores.
És un púding documentat per primera vegada en un llibre de Hannah Woolley del 1672, The Queen-Like Closet. Woolley (també escrit Wolley – 1622 – c.1675) era un escriptor anglès que va publicar alguns dels primers llibres sobre l'administració de la llar, i va ser probablement la primera persona que es va guanyar la vida fent això. Aquest púding alimentós i dens ha passat de moda als últims anys a causa de la consciència de la salut i de dieta, encara que el xef britànic Heston Blumenthal està tractant de ressuscitar aquest tipus de cuina tradicional.
Preparació
Els seus ingredients de farciment van creant, durant la cocció, una salsa caramel·litzada que, en tallar el púding, corre sobre el plat i forma una mena de bassa (pond). Després de la cocció llarga la pela de llimona amb la barreja de mantega i sucre queda com melmelada. Les receptes més autèntiques exigeixen sèu de vedella per a la cocció de la pasta però es pot substituir per margarina o mantega freda amb resultats similars. Les millors llimones per utilitzar en aquest púding són les que són primes de pell, sucoses i que no han estat encerades.
Història
El sèu és essencial en diversos plats tradicionals britànics. La pasta feta amb sèu és suau en contrast amb la pasta brisa, que és més cruixent. És ideal per a certs plats dolços i salats. El sèu és el més àmpliament utilitzat en postres dolces tradicionals. Altres dos exemples són Jam roly-poly i Spotted Dick. El primer registre d'una recepta per a Sussex Pond púding al llibre de Hannah Woolley The Queen-Like Closet (1672). Woolley suggereix que es recobreixi tota una poma en el púding. El primer ús registrat d'una versió en què s'utilitzava una llimona sencera va ser de Jane Grigson English Food  (Alimentació anglesa) de 1974.
A la seva A History of English Food (Història de l'alimentació anglesa), Clarissa Dickson Wright descriu el púding que exigeix «un considerable talent per fer», com que el cuiner ha de ratllar la llimona «perquè els seus sabors esclaten mentre s'està cuinant.» S'observa també que un comerciant de Sussex, Thomas Turner, va registrar en el seu diari de la dècada de 1750 i 1760 que menjava variants tals com el púding “pond” de panses i púding de sèu de pruna.